# Králův Dvůr
Králův Dvůr település Csehországban, a Berouni járásban. Králův Dvůr Trubská, Tmaň, Zdice, Nižbor, Trubín, Koněprusy és Beroun településekkel határos. Lakosainak száma 10 613 fő (2024. január 1.).

## Népesség
A település lakosságának változását az alábbi diagram mutatja:
| Lakosok száma | 1649 | 2220 | 5505 | 6396 | 6013 | 5562 | 8570 | 9357 | 9995 | 10 613 |
|               | 1869 | 1890 | 1921 | 1950 | 1980 | 2001 | 2017 | 2019 | 2022 | 2024   |